# Església de Sant Antoni (Valls)
Església de Sant Antoni és una església barroca del municipi de Valls (Alt Camp) inclosa en l'Inventari del Patrimoni Arquitectònic de Catalunya.

## Descripció
Edifici de planta basilical, d'una nau de quatre trams amb capelles laterals. Els suports són pilars. La nau i els braços del creuer es cobreixen amb volta de canó amb llunetes, el creuer amb cúpula sobre petxines i la capella major amb canó i recoltó.
La portada de la façana presenta una obertura rectangular decorada amb motllures. Damunt es troba un nínxol d'arc de mig punt amb la imatge de Sant Antoni i a sobre d'aquest, hi ha dues obertures circulars. L'acabament de la façana se soluciona mitjançant arcs contraposats que formen cornisa.
L'edifici presenta una torre amb quatre cossos situada als peus de la dreta de l'església. L'obra és de maçoneria arrebossada i grans carreus de pedra a la part inferior i a la cantonada.

## Història
A finals del segle xiii l'orde de Sant Antoni Abat tenia l'hospital i l'església en el lloc on actualment està la casa de la Vila. En el segle xviii s'edificà l'actual església de Sant Antoni Abat. Hi ha diferents opinions sobre la data concreta. Segons F. Puigjaner l'església fou beneïda el 9 de desembre de 1726, mentre que Fidel de Moragas dona com a data de la benedicció el 13 de gener de 1753.